# Arthur Newton
Arthur Lewis Newton (Upton, Massachusetts, 31 de gener de 1883 – Worcester, Massachusetts, 19 de juliol de 1950) va ser un atleta estatunidenc que va competir a l'inici del segle xx.
Va prendre part en els Jocs Olímpics d'Estiu de 1900 de París, on disputà els 2500 metres obstacles i la marató del programa d'atletisme. Finalitzà en quarta i cinquena posició respectivament.
Quatre anys més tard va prendre part en els Jocs Olímpics d'Estiu de 1904 a Saint Louis, on disputà tres proves del programa d'atletisme i guanyà medalla en totes elles. En les 4 milles per equips guanyà l'or formant equip amb George Underwood, David Munson, Paul Pilgrim i Howard Valentine; mentre en els 2590 metres obstacles i la marató guanyà la medalla de bronze.